# محطة قطار قادرية
محطة القادرية هي محطة قطار جزائرية تقع على أراضي بلدية القادرية بولاية البويرة .

## موقع في السكك الحديدية
تقع المحطة شرق مدينة القادرية على خط الجزائر-سكيكدة ، حيث تسبقها محطة الأخضرية وتتبعها محطة ذراع الميزان .

## خِدمة الركاب

### خدمة
تخدم محطة القادرية القطارات الإقليمية للاتصالات:
- الجزائر - سطيف ؛
- الجزائر - بجاية ؛
- الجزائر - البويرة  .

## أٌنظر أيضا

### مَقالات ذات صلة
- خط من الجزائر إلى سكيكدة
- قائمة محطات القطارات في الجزائر

### روابط خارجية
- "SNTF". Société nationale des transports ferroviaires (SNTF). مؤرشف من الأصل في 2025-07-02..

قالب:Desserte gare/début
قالب:Desserte gare
قالب:Desserte gare
قالب:Desserte gare
قالب:Desserte gare/fin